# Kamil Kuča
Kamil Kuča (* 8. února 1978 Přerov) je český vědec a vysokoškolský pedagog se zaměřením na chemii a toxikologii, od července 2016 do června 2024 rektor Univerzity Hradec Králové.

## Život
Vystudoval obor technologie organických látek na Vysoké škole chemicko-technologické v Praze (promoval v roce 2001 a získal titul Ing.). Doktorát v oboru toxikologie absolvoval na Fakultě vojenského zdravotnictví Univerzity obrany v Hradci Králové (promoval v roce 2005 a získal titul Ph.D.). V oboru toxikologie byl pak jmenován v roce 2009 i docentem a o tři roky později též profesorem.
V letech 2002 až 2009 pracoval jako výzkumný a vývojový pracovník na Univerzitě obrany, v letech 2010 až 2012 zde byl proděkanem pro vědeckou činnost. Zároveň v letech 2006 až 2012 přednášel na Univerzitě Jana Evangelisty Purkyně v Ústí nad Labem. Mezi roky 2012 a 2013 pracoval jako vedoucí Centra transferu biomedicínských technologií ve Fakultní nemocnici Hradec Králové. Tady byl také v letech 2011 až 2017 vedoucím Centra biomedicínského výzkumu zabývajícím se výzkumem nových léčiv. V něm i nadále působí, a to jako seniorní vědec.
Na Univerzitě Hradec Králové působí od roku 2013 a plnil zde mimo jiné funkci prorektora pro tvůrčí činnost a vnější vztahy (2015 až 2016). Vědecky působí na dvou fakultách Univerzity Hradec Králové, a to na Fakultě informatiky a managementu Univerzity Hradec Králové (Centrum základního a aplikovaného výzkumu) a na Přírodovědecké fakultě Univerzity Hradec Králové (Katedra chemie). Je řešitelem či spoluřešitelem několika výzkumných projektů a autorem několika set odborných publikací v prestižních zahraničních časopisech. Zabývá se vývojem nových antidot užívaných v případě otrav nervově paralytickými látkami a pesticidy a také vývojem nových léčiv na Alzheimerovu nemoc. Hlavním výzkumným záměrem Kamila Kuči je propojení biomedicínského výzkumu, ekonomie a informatiky. Vede či vedl několik výzkumných týmů, a to jak v České republice, tak v zahraničí. O výsledcích výzkumu přednáší a informuje na akademické půdě po celém světě. Působil nebo stále ještě působí jako invited professor na několika prestižních světových univerzitách (například 2015 až 2017 Military Institute of Engineering, Rio de Janeiro, Brazílie; od roku 2016 Yangtze University, Ťing-čou, Čína; od roku 2018 Universiti Teknologi Malaysia, Kuala Lumpur, Malajsie a další).
Je členem několika vědeckých rad různých institucí, center a ústavů. Díky síti akademických kontaktů a vědecké prestiži profesora Kuči se v roce 2018 konalo v České republice vůbec první setkání špiček světového výzkumu Alzheimerovy choroby , jehož byl Kamil Kuča hlavním organizátorem. Podle publikační statistiky Labtimes byl v letech 2005 až 2011 sedmým nejcitovanějším evropským autorem v oblasti toxikologie a farmakologie. Byl též podchycen v celosvětovém Stanfordském seznamu 2% nejcitovanějších vědců během celé dráhy. V listopadu 2021 po tom, co se stal Higly cited researcher, se jeho publikační praxe stala v ČR předmětem kritiky. Vedle činnosti v akademické sféře je profesor Kuča také úspěšný v oblasti aplikace výzkumu, a to zejména v souvislosti s výše popsaným vědeckým profilem. Vlastní podíl ve dvou mezinárodních společnostech, které se zabývají toxikologií.
V únoru 2016 byl ve třetím kole volby zvolen do funkce rektora Univerzity Hradec Králové. V květnu 2016 jej do funkce jmenoval prezident Miloš Zeman, a to s účinností od 1. července 2016.
Funkci rektora zastával do konce června 2024, od července 2024 jej nahradil Jan Kříž.